# Campeonato Mundial de Xterra Triatlón
El Campeonato Mundial de Xterra Triatlón es la máxima competición de Xterra triatlón. Es organizado desde 1996 por la empresa Team Unlimited quien posee la marca.

## Ediciones
| N.º   | Año  | Sede    | País           |
| ----- | ---- | ------- | -------------- |
| I     | 1996 | Maui    | Estados Unidos |
| II    | 1997 | Maui    | Estados Unidos |
| III   | 1998 | Maui    | Estados Unidos |
| IV    | 1999 | Maui    | Estados Unidos |
| V     | 2000 | Maui    | Estados Unidos |
| VI    | 2001 | Maui    | Estados Unidos |
| VII   | 2002 | Maui    | Estados Unidos |
| VIII  | 2003 | Maui    | Estados Unidos |
| IX    | 2004 | Maui    | Estados Unidos |
| X     | 2005 | Maui    | Estados Unidos |
| XI    | 2006 | Maui    | Estados Unidos |
| XII   | 2007 | Maui    | Estados Unidos |
| XIII  | 2008 | Maui    | Estados Unidos |
| XIV   | 2009 | Maui    | Estados Unidos |
| XV    | 2010 | Maui    | Estados Unidos |
| XVI   | 2011 | Maui    | Estados Unidos |
| XVII  | 2012 | Maui    | Estados Unidos |
| XVIII | 2013 | Maui    | Estados Unidos |
| XIX   | 2014 | Maui    | Estados Unidos |
| XX    | 2015 | Maui    | Estados Unidos |
| XXI   | 2016 | Maui    | Estados Unidos |
| XXII  | 2017 | Maui    | Estados Unidos |
| XXIII | 2018 | Maui    | Estados Unidos |
| XXIV  | 2019 | Maui    | Estados Unidos |
| XXV   | 2021 | Maui    | Estados Unidos |
| XXVI  | 2022 | Molveno | Italia         |
| XXVII | 2023 | Trento  | Italia         |

## Palmarés

### Masculino
| N.º   | Año  | Sede                   | Oro                             | Plata                          | Bronce                            |
| ----- | ---- | ---------------------- | ------------------------------- | ------------------------------ | --------------------------------- |
| I     | 1996 | Maui ( Estados Unidos) | Jimmy Riccitello Estados Unidos | Mike Pigg Estados Unidos       | Ned Overend Estados Unidos        |
| II    | 1997 | Maui ( Estados Unidos) | Mike Pigg Estados Unidos        | Ned Overend Estados Unidos     | Jimmy Riccitello Estados Unidos   |
| III   | 1998 | Maui ( Estados Unidos) | Ned Overend Estados Unidos      | Wesley Hobson Estados Unidos   | Michael Tobin Estados Unidos      |
| IV    | 1999 | Maui ( Estados Unidos) | Ned Overend Estados Unidos      | Michael Tobin Estados Unidos   | Jimmy Riccitello Estados Unidos   |
| V     | 2000 | Maui ( Estados Unidos) | Michael Tobin Estados Unidos    | Mike Vine · Canadá             | Mike Pigg Estados Unidos          |
| VI    | 2001 | Maui ( Estados Unidos) | Conrad Stoltz Sudáfrica         | Kerry Classen Estados Unidos   | Jimmy Riccitello Estados Unidos   |
| VII   | 2002 | Maui ( Estados Unidos) | Conrad Stoltz Sudáfrica         | Eneko Llanos · España          | Nicolas Lebrun Francia            |
| VIII  | 2003 | Maui ( Estados Unidos) | Eneko Llanos · España           | Nicolas Lebrun Francia         | Justin Thomas Estados Unidos      |
| IX    | 2004 | Maui ( Estados Unidos) | Eneko Llanos · España           | Olivier Marceau · Suiza        | Josiah Middaugh Estados Unidos    |
| X     | 2005 | Maui ( Estados Unidos) | Nicolas Lebrun Francia          | Eneko Llanos · España          | Brent McMahon · Canadá            |
| XI    | 2006 | Maui ( Estados Unidos) | Hamish Carter Nueva Zelanda     | Olivier Marceau · Suiza        | Seth Wealing Estados Unidos       |
| XII   | 2007 | Maui ( Estados Unidos) | Conrad Stoltz Sudáfrica         | Olivier Marceau · Suiza        | Brian Smith Estados Unidos        |
| XIII  | 2008 | Maui ( Estados Unidos) | Rubén Ruzafa · España           | Michael Weiss · Austria        | Brent McMahon · Canadá            |
| XIV   | 2009 | Maui ( Estados Unidos) | Eneko Llanos · España           | Nicolas Lebrun Francia         | Michael Weiss · Austria           |
| XV    | 2010 | Maui ( Estados Unidos) | Conrad Stoltz Sudáfrica         | Franky Batelier Francia        | Michael Weiss · Austria           |
| XVI   | 2011 | Maui ( Estados Unidos) | Michael Weiss · Austria         | Dan Hugo Sudáfrica             | Eneko Llanos · España             |
| XVII  | 2012 | Maui ( Estados Unidos) | Javier Gómez Noya · España      | Josiah Middaugh Estados Unidos | Conrad Stoltz Sudáfrica           |
| XVIII | 2013 | Maui ( Estados Unidos) | Rubén Ruzafa · España           | Asa Shaw Reino Unido           | Ben Allen Australia               |
| XIX   | 2014 | Maui ( Estados Unidos) | Rubén Ruzafa · España           | Josiah Middaugh Estados Unidos | Ben Allen Australia               |
| XX    | 2015 | Maui ( Estados Unidos) | Josiah Middaugh Estados Unidos  | Braden Currie Nueva Zelanda    | Rubén Ruzafa · España             |
| XXI   | 2016 | Maui ( Estados Unidos) | Mauricio Méndez · México        | Rubén Ruzafa · España          | Ben Allen Australia               |
| XXII  | 2017 | Maui ( Estados Unidos) | Bradley Weiss Sudáfrica         | Mauricio Méndez · México       | Rubén Ruzafa · España             |
| XXIII | 2018 | Maui ( Estados Unidos) | Rom Akerson · Costa Rica        | Bradley Weiss Sudáfrica        | Sam Osborne Nueva Zelanda         |
| XXIV  | 2019 | Maui ( Estados Unidos) | Bradley Weiss Sudáfrica         | Arthur Serrières Francia       | Rubén Ruzafa · España             |
| XXV   | 2021 | Maui ( Estados Unidos) | Hayden Wilde Nueva Zelanda      | Arthur Serrières Francia       | Rubén Ruzafa · España             |
| XXVI  | 2022 | Molveno · ( Italia)    | Arthur Serrières Francia        | Arthur Forissier Francia       | Rubén Ruzafa · España             |
| XXVII | 2023 | Trento · ( Italia)     | Arthur Serrières Francia        | Félix Forissier Francia        | Jens Emil Sloth Nielsen Dinamarca |

### Femenino
| N.º   | Año  | Sede                   | Oro                                 | Plata                           | Bronce                              |
| ----- | ---- | ---------------------- | ----------------------------------- | ------------------------------- | ----------------------------------- |
| I     | 1996 | Maui ( Estados Unidos) | Michellie Jones Australia           | Shari Kain Estados Unidos       | Sian Welch Estados Unidos           |
| II    | 1997 | Maui ( Estados Unidos) | Cameron Randolph Estados Unidos     | Lesley Tomlinson · Canadá       | Susan Latshaw Estados Unidos        |
| III   | 1998 | Maui ( Estados Unidos) | Susan Latshaw Estados Unidos        | Ulrike Blank · Alemania         | Caroline Rahner · Alemania          |
| IV    | 1999 | Maui ( Estados Unidos) | Shari Kain Estados Unidos           | Kerstin Weule Estados Unidos    | Jody Purcell Australia              |
| V     | 2000 | Maui ( Estados Unidos) | Kerstin Weule Estados Unidos        | Melanie McQuaid · Canadá        | Ulrike Blank · Alemania             |
| VI    | 2001 | Maui ( Estados Unidos) | Anke Erlank Sudáfrica               | Cherie Touchette Estados Unidos | Kerstin Weule Estados Unidos        |
| VII   | 2002 | Maui ( Estados Unidos) | Candy Angle Estados Unidos          | Jamie Whitmore Estados Unidos   | Shari Kain Estados Unidos           |
| VIII  | 2003 | Maui ( Estados Unidos) | Melanie McQuaid · Canadá            | Jamie Whitmore Estados Unidos   | Candy Angle Estados Unidos          |
| IX    | 2004 | Maui ( Estados Unidos) | Jamie Whitmore Estados Unidos       | Melanie McQuaid · Canadá        | Danelle Kabush · Canadá             |
| X     | 2005 | Maui ( Estados Unidos) | Melanie McQuaid · Canadá            | Sibylle Matter · Suiza          | Jamie Whitmore Estados Unidos       |
| XI    | 2006 | Maui ( Estados Unidos) | Melanie McQuaid · Canadá            | Danelle Kabush · Canadá         | Sibylle Matter · Suiza              |
| XII   | 2007 | Maui ( Estados Unidos) | Julie Dibens Reino Unido            | Melanie McQuaid · Canadá        | Jamie Whitmore Estados Unidos       |
| XIII  | 2008 | Maui ( Estados Unidos) | Julie Dibens Reino Unido            | Danelle Kabush · Canadá         | Shonny Vanlandingham Estados Unidos |
| XIV   | 2009 | Maui ( Estados Unidos) | Julie Dibens Reino Unido            | Lesley Paterson Reino Unido     | Melanie McQuaid · Canadá            |
| XV    | 2010 | Maui ( Estados Unidos) | Shonny Vanlandingham Estados Unidos | Julie Dibens Reino Unido        | Marion Lorblanchet Francia          |
| XVI   | 2011 | Maui ( Estados Unidos) | Lesley Paterson Reino Unido         | Marion Lorblanchet Francia      | Helena Erbenová · República Checa   |
| XVII  | 2012 | Maui ( Estados Unidos) | Lesley Paterson Reino Unido         | Bárbara Riveros · Chile         | Mari Rabie Sudáfrica                |
| XVIII | 2013 | Maui ( Estados Unidos) | Nicky Samuels Nueva Zelanda         | Lesley Paterson Reino Unido     | Flora Duffy Bermudas                |
| XIX   | 2014 | Maui ( Estados Unidos) | Flora Duffy Bermudas                | Bárbara Riveros · Chile         | Nicky Samuels Nueva Zelanda         |
| XX    | 2015 | Maui ( Estados Unidos) | Flora Duffy Bermudas                | Lesley Paterson Reino Unido     | Emma Garrard Estados Unidos         |
| XXI   | 2016 | Maui ( Estados Unidos) | Flora Duffy Bermudas                | Lesley Paterson Reino Unido     | Suzie Snyder Estados Unidos         |
| XXII  | 2017 | Maui ( Estados Unidos) | Flora Duffy Bermudas                | Bárbara Riveros · Chile         | Laura Philipp · Alemania            |
| XXIII | 2018 | Maui ( Estados Unidos) | Lesley Paterson Reino Unido         | Michelle Flipo · México         | Elizabeth Orchard Nueva Zelanda     |
| XXIV  | 2019 | Maui ( Estados Unidos) | Flora Duffy Bermudas                | Lesley Paterson Reino Unido     | Helena Erbenová · República Checa   |
| XXV   | 2021 | Maui ( Estados Unidos) | Flora Duffy Bermudas                | Loanne Duvoisin · Suiza         | Michelle Flipo · México             |
| XXVI  | 2022 | Molveno · ( Italia)    | Solenne Billouin Francia            | Sandra Mairhofer · Italia       | Alizée Patiès Francia               |
| XXVII | 2023 | Trento · ( Italia)     | Solenne Billouin Francia            | Alizée Patiès Francia           | Diede Diederiks · Países Bajos      |

## Medallero histórico
- Actualizado hasta Trento 2023.[2]

| Núm. | País            | Oro | Plata | Bronce | Total |
| ---- | --------------- | --- | ----- | ------ | ----- |
| 1    | Estados Unidos  | 13  | 12    | 20     | 45    |
| 2    | España          | 7   | 3     | 6      | 16    |
| 3    | Sudáfrica       | 7   | 2     | 2      | 11    |
| 4    | Reino Unido     | 6   | 7     | 0      | 13    |
| 5    | Bermudas        | 6   | 0     | 1      | 7     |
| 6    | Francia         | 5   | 9     | 3      | 17    |
| 7    | Canadá          | 3   | 7     | 4      | 14    |
| 8    | Nueva Zelanda   | 3   | 1     | 3      | 7     |
| 9    | México          | 1   | 2     | 1      | 4     |
| 10   | Austria         | 1   | 1     | 2      | 4     |
| 11   | Australia       | 1   | 0     | 4      | 5     |
| 12   | Costa Rica      | 1   | 0     | 0      | 1     |
| 13   | Suiza           | 0   | 5     | 1      | 6     |
| 14   | Chile           | 0   | 3     | 0      | 3     |
| 15   | Alemania        | 0   | 1     | 3      | 4     |
| 16   | Italia          | 0   | 1     | 0      | 1     |
| 17   | República Checa | 0   | 0     | 2      | 2     |
| 18   | Dinamarca       | 0   | 0     | 1      | 1     |
| 18   | Países Bajos    | 0   | 0     | 1      | 1     |
|      | TOTAL           | 54  | 54    | 54     | 162   |